# نیوتاون، شهرستان نوادا، کالیفرنیا
نیوتاون (به انگلیسی: Newtown) یک منطقهٔ مسکونی در ایالات متحده آمریکا است که در شهرستان نوادا، کالیفرنیا واقع شده‌است. نیوتاون ۶۴۴ متر بالاتر از سطح دریا واقع شده‌است.